# Zdeněk Liška
Zdeněk Liška (16. března 1922 Libušín – 13. července 1983 Praha) byl český hudební skladatel, který se věnoval především filmové hudbě.

## Biografie a tvorba
Pocházel z muzikantské rodiny a už v dětství projevoval značný hudební talent. V roce 1944 absolvoval pražskou konzervatoř v oboru skladba a řízení, krátce působil jako dirigent amatérské filharmonie ve Slaném (1944–1945). Po válce začal působit jako hudební skladatel ve studiu krátkého filmu ve Zlíně.
Jako první jej proslavila jeho hudba k filmu Vynález zkázy Karla Zemana, který byl natočen v roce 1958 coby vpravdě objevná – autor zde používá postupy, o kterých by se dalo říci, že se jedná o první sofistikovanou „industriální“ hudbu dávno před vznikem této kategorie. Řadě významných českých i slovenských filmů, svým osobitým hudebním rukopisem přispěl výrazně k jejich umělecké velikosti. Výrazně múzický charakter tak dostaly díky jeho hudbě například filmy Marketa Lazarová a Údolí včel Františka Vláčila, či Spalovači mrtvol Juraje Herze anebo Ovoce stromů rajských jíme Věry Chytilové.
Liška úzce spolupracoval se scenáristy, a často požadoval změny střihu filmu, dlužno podotknout, že ke zdaru věci.[zdroj?] Liškova hudba je i při zběžném poslechu rozeznatelná pro své konstanty k nimž patří nápodoba hudby flašinetů a hracích automatů, častá instrumentace sborů, žesťů, amplifikovaných kytar či rozsáhlé baterie bicích nástrojů a perkusí anebo efektování mnohonásobnými delayi. Experimentální zvukový charakter partitur Zdeňka Lišky se i díky ve filmu nutným aluzím na různé hudební styly blíží tehdejší hudební avantgardě postmodernismu, například hudbě Alfreda Schnittke anebo dobovým zvukovým experimentům popové psychedelické hudby (Beatles).
Liškovými uměleckými vrcholy jsou kromě uvedených titulů hudby např. oskarovému filmu Obchod na korze, a dále například k filmům Ďáblova past, Vtáčkovia siroty a blázni, Stíny horkého léta, Signum laudis aj. Liška byl neobyčejně plodným tvůrcem, jako autor se uplatnil ve více než sto šedesáti celovečerních filmech a čtyřech stech filmech krátkometrážních a středometrážních. Věnoval se také hudbě scénické (Karlínské divadlo, Laterna Magika – za hudbu pro Kinoautomat na světové výstavě Expo 67 v Montrealu se společně s Radúzem Činčerou a Jaroslavem Fričem stal laureátem státní ceny) a televizní (seriál Hříšní lidé města pražského, Třicet případů majora Zemana). V roce 2000 uvedla Česká televize dokument o jeho životě a díle s názvem Zdeněk Liška (rež. Petr Ruttner), v roce 2017 dokument Hudba Zdeněk Liška (rež. Pavel Klusák).

## Film
- 1950: Pára nad hrncem
- 1952: Poklad Ptačího ostrova
- 1953: Z Argentiny do Mexika
- 1953: Afrika I a II
- 1956: Míček Flíček
- 1957: Tam na konečné
- 1957: Nové světy (výběr archivní hudby)
- 1958: Vynález zkázy
- 1958: Muž mnoha tváří
- 1959: Probuzení
- 1959: Kam čert nemůže
- 1960: Vyšší princip
- 1960: Holubice
- 1960: Laterna magika II.
- 1961: Baron Prášil
- 1961: Ďáblova past
- 1961: Labyrint srdce
- 1961: Spadla s měsíce
- 1961: Muž z prvního století
- 1961: Je-li kde na světě ráj
- 1962: Půlnoční mše
- 1963: Cesta hlubokým lesem
- 1963: Tři zlaté vlasy děda Vševěda
- 1963: Ikarie XB 1
- 1963: Smrt si říká Engelchen
- 1964: Čintamani a podvodník
- 1964: Obžalovaný
- 1964: Jak dělat podobiznu ptáka
- 1965: Obchod na korze
- 1965: Sběrné surovosti
- 1966: Poklad byzantského kupce
- 1966: Lidé z maringotek
- 1966: Anděl blažené smrti
- 1967: Údolí včel
- 1967: Zmluva s diablom
- 1967: Útěk
- 1967: Marketa Lazarová
- 1968: Spalovač mrtvol
- 1968: Čest a sláva
- 1968: Maratón
- 1969: Adelheid
- 1969: Vtáčkovia, siroty a blázni
- 1969: Touha zvaná Anada
- 1969: Ovoce stromů rajských jíme
- 1970: Partie krásného dragouna
- 1970: Medená veža
- 1971: Smrt černého krále
- 1971: Pěnička a Paraplíčko
- 1971: Orlie pierko
- 1972: Vlak do stanice Nebe
- 1972: Ukradená bitva
- 1973: Pověst o stříbrné jedli
- 1973: Hriech Kataríny Padychovej
- 1974: Kto odchádza v daždi
- 1974: Poslední ples na rožnovské plovárně
- 1974: Jáchyme, hoď ho do stroje!
- 1975: Tak láska začíná
- 1975: Nevěsta s nejkrásnějšíma očima
- 1976: Dým bramborové natě
- 1976: Smrt mouchy
- 1976: Odysseus a hvězdy
- 1976: Malá mořská víla
- 1977: Volání rodu
- 1977: Na Veliké řece
- 1977: Osada Havranů
- 1977: Stíny horkého léta
- 1977: Příběh lásky a cti
- 1977: Hodina pravdy
- 1978: Silnější než strach
- 1978: Čekání na déšť
- 1978: Setkání v červenci
- 1979: A poběžím až na kraj světa
- 1979: Smrť šitá na mieru
- 1980: Signum laudis
- 1981: Kam zmizel kurýr

## Televize
- 1965: Ze života hmyzu (TV záznam divadelního představení Národního divadla v Praze)
- 1968: Spravedlnost pro Selvina (TV film)
- 1968: Hříšní lidé města pražského (TV seriál)
- 1970: Jen rozdělat oheň (TV film)
- 1971: Kam slunce nechodí... (TV film)
- 1972: Štědrý večer pana rady Vacátka (TV film)
- 1972: Ctná paní Lucie (TV seriál)
- 1973: Duhový luk (TV seriál)
- 1974: Haldy (TV seriál)
- 1974: 30 případů majora Zemana (TV seriál, 1974–1979)

### Ocenění díla
- 2011 – Cena Ministerstva kultury za přínos v oblasti kinematografie a audiovize – 27. října 2011 in memoriam [3]